# 제5열 (드라마)
《제5열》은 1989년 7월 17일부터 1989년 8월 8일까지 방영된 문화방송 월화 미니시리즈로, 국가를 위협하는 세력에 맞서는 형사의 이야기를 그린 추리 드라마다. 김성종의 동명 추리 소설을 원작으로 한다.
한편, 이 드라마는 첫 방영일이 1989년 7월 10일이어야 하나 7월 10일과 11일에는 4부작 외화 미니시리즈 《폭풍의 다리》가 방영되면서 1989년 7월 17일에 첫 방영되었다.

## 출연
- 이영하 : 최진 역
- 박순천 : 박송원 역
- 박근형 : 서 국장 역
- 한진희 : 다비드 킴 역
- 박인환 : 임 소장 역
- 남포동 : 남 상무 역
- 장항선 : 박 반장 역
- 박규채 : 대권후보 장연기 역
- 전운
- 김종결
- 박영지
- 김상아
- 변희봉 : 조금산 역
- 홍성민
- 국정환 : 팽 형사 역
- 신충식
- 김인태
- 심양홍
- 홍계일
- 최진실 : 장연기의 딸 장기화 역

## 관련 서적
- 김성종. 《제5열(1권)》. 남도. 2009년. ISBN 9788972655602
- 김성종. 《제5열(2권)》. 남도. 2009년. ISBN 9788972655619
- 김성종. 《제5열(3권)》. 남도. 2009년. ISBN 9788972655626

| 문화방송 월화 미니시리즈                | 문화방송 월화 미니시리즈                 | 문화방송 월화 미니시리즈                   |
| 이전 작품                               | 작품명                                   | 다음 작품                                  |
| --------------------------------------- | ---------------------------------------- | ------------------------------------------ |
| 상처 (1989년 6월 12일 ~ 1989년 7월 4일) | 제5열 (1989년 7월 17일 ~ 1989년 8월 8일) | 대도전 (1989년 8월 21일 ~ 1989년 9월 12일) |